# 메이나

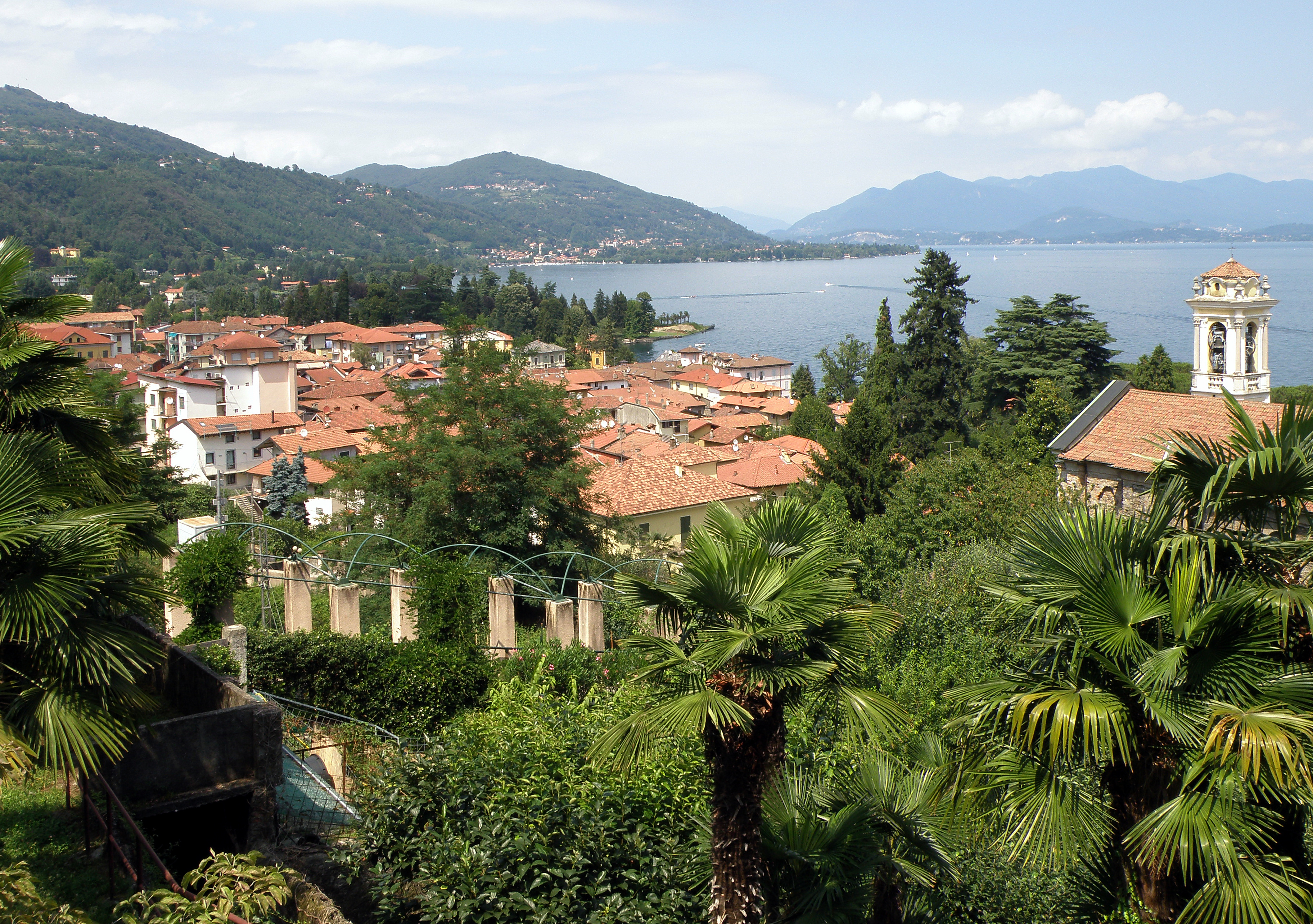

메이나(Meina)는 이탈리아 피에몬테주 노바라도의 코무네이다. 밀라노에서 북서쪽으로 약 77킬로미터 지점, 토리노에서 북동쪽으로 약 100킬로미터 지점, 노바라에서 북쪽으로 약 40킬로미터 지점, 마조레호의 남쪽 지역에 위치해 있다.
면적은 7.8 제곱 킬로미터, 고도는 214미터이다. 이 지역의 인구 수는 2007년 기준으로 2,446명이다.
제2차 세계 대전 기간 중에 메이나는 나치 친위대 군인들에 의해 16명의 이탈리아계 유대인들을 대량 학살한 지역이다. 이 사건을 배경으로 한 "호텔 메이나"는 2007년 카를로 리차니에 의해 감독되었다.